# Lufilyo (Busokelo)
Lufilyo ist ein Verwaltungsbezirk (Ward) des Distrikts Busokelo in der tansanischen Region Mbeya.

## Geografie
Lufilyo liegt im Südwesten von Tansania auf rund 800 Meter Seehöhe am Fluss Lufilyo. Nach Osten steigt das Land zu den Poroto-Bergen an.
Bei der Volkszählung 2022 lebten hier 6534 Menschen in 1925 Haushalten.
Das Klima ist mild und gemäßigt, Cwb nach der effektiven Klimaklassifikation. Die Durchschnittstemperatur im Ort Lufilyo beträgt 19,5 °C. Die Jährlichen Niederschlag von etwa 8459 mm fallen großteils in den Monaten November bis April.

## Gliederung
Der Bezirk besteht aus fünf Gemeinden (Mtaa) mit 21 Orten (Kitongoji):
| Kipapa - Sanu - Ndola - Katete - Mpulo - Lupando | Kikuba - Katumba - Kinela - Busikali - Ndubi - Bujonde - Kipangamansi | Kifunda - Landani - Ndumbati - Nsanga - Kifunda | Lusungo - Lusungo - Njisi - Landani | Kipyola - Kalengo - Sota - Ntalula |

## Wirtschaft und Infrastruktur
- Landwirtschaft: Die wichtigsten Erwerbszweige sind Ackerbau und Viehzucht. Die Hauptkulturen sind Mais, Bohnen, Bananen, Avocados, Maniok, Mangos und Kakao und als Nutztiere werden überwiegend Kühe, Schweine, Ziegen, Hühner und Enten gehalten.[7]
- Bildung: Im Bezirk liegen vier Grundschulen und eine weiterführende Schule, in der 1700 Schüler unterrichtet werden (Schuljahr 2017/18).[7]
- Gesundheit: Im Bezirk liegen das Kifunda-Gesundheitszentrum[8] und eine Apotheke in Kipapa.[9]